# Domingo López Alonso
Domingo López Alonso (Candín, Valle de Ancares, León, 1912-Madrid, 9 de abril de 2012), fue un empresario y banquero español cofundador del Banco Industrial de León y presidente del Banco de Valladolid.

## Actividad Empresarial
Comenzó siendo minero picador para crear posteriormente un negocio de agricultura y entrar más tarde en el sector de la madera fabricando traviesas para el ferrocarril. Trabajó en el ramo de los ultramarinos, la ganadería, la minería y la construcción, participando incluso en el sector de la marina (sus barcos llegaron a operar en California, Chile, Marruecos o Mauritania).
Fue cofundador del Banco Industrial de León y presidente del Banco de Valladolid hasta su intervención en diciembre de 1978.
Tras detectar irregularidades en el conjunto de empresas relacionadas con el banco (más de una veintena de sociedades mineras, de transporte, pesqueras, de la construcción...), el Banco de España decidió intervenirlo y el 1 de diciembre de 1978 Corporación Bancaria se hizo con la participación de López Alonso en el Banco de Valladolid (en torno al 65%).
Después de haber recibido 26,5 millones de euros en 2003 por los depósitos que el banquero y la familia tenían en el Banco de Valladolid en 1978 (4.406 millones de pesetas), la Justicia obligaba en diciembre de 2004 al Fondo de Garantía de Depósitos, heredero de Corporación Bancaria, a entregar a López Alonso 1.021 millones de euros en concepto de intereses (al 15% anual) desde 1978. En febrero de 2007, el juzgado de primera instancia número cuatro de Madrid establecía el Fondo de Garantía de Depósitos no tendría que hacer frente a dicha indemnización pues "ninguna cantidad debe ser abonada en concepto de indemnización de daños y perjuicios".